# 鼎晖投资
鼎晖投资（英文：CDH Investments）是一家中国大型另类资产管理公司，总部位于中国北京。该公司专注于私募股权、风险投资和信贷产品。 鼎晖投资的投资范围覆盖多个行业和地区。截至2015年3月，鼎晖投资通过其各个投资平台管理着超过1000亿元人民币的投资者资金。
鼎晖投资成立于2002年，是一家多元化另类资产管理公司，业务涵盖私募股权、风险投资、夹层融资、房地产和财富管理。 其投资者基础包括来自中国、北美和南美、欧洲、中东、澳大利亚和亚洲的主权财富基金、养老基金、保险公司、捐赠基金、家族办公室和组合型基金。
鼎晖投资总部位于中国北京市东三环中路5号财富金融中心，在上海、深圳、香港、新加坡和雅加达设有办事处。

## 历史
1992年，时任世界银行集团直接投资处高级投资官员吴尚志决定在中国成立一家投资公司。他向新加坡政府投资公司（GIC）提出了一份筹资提案。 GIC没有考虑股权承诺，而是建议吴小晖加入当时GIC正参与筹备工作的中国国际金融有限公司（CICC），即中金公司。吴小晖曾领导中金公司的直接投资业务，直至2001年中国证券监督管理委员会禁止境内投资银行进行私募股权投资，该业务被中金分拆。 
2002年，吴尚志和焦震等六位创始合伙人共同成立了鼎晖投资（CDH），其中吴尚志和焦震自1995年以来就在中国国际金融有限公司的直接投资部一起工作。其他股东包括GIC、中国投资担保有限公司和Capital Z Partners。截至2014年，尽管失去了著名的风险投资负责人王功权（他因与情人私奔而离职） ，鼎晖投资仍保留了所有六位创始合伙人。2003年，鼎晖投资为其首个独立基金筹集了1.02亿美元。那一年的投资项目包括体育用品公司李宁、展示广告公司分众传媒和蒙牛乳业。据路透社报道，该首个基金为投资者带来了大约3.5倍的回报。
2003年，鼎晖投资为其第一支独立基金募集了1.02亿美元。当年的交易包括运动服装公司李宁、展示广告公司分众传媒和蒙牛乳业的股份。据路透社报道，首只基金的回报约为投资者资金的3.5倍。 
2006年，鼎晖投资和高盛、淡马锡和新天域资本联手，投资2.56亿美元收购陷入困境的肉类生产商双汇集团的控股权。 该收购交易是中国首批此类交易之一，引发了争议，反对者声称中国向外国投资者出售资产的价格过低。2009年，高盛将其所持股份的一半卖给了鼎晖投资，出售价格是原价的五倍。 
鼎晖投资的机构投资者包括加州公共雇员退休系统、俄勒冈州财政部、德克萨斯州县区退休系统、加拿大养老金计划投资委员会等。  截至2014年，鼎晖投资75%的私募股权基金来自国际投资者。 同年，鼎晖投资第五支美元私募股权基金的目标上限为20 亿美元，但由于超额认购，其募资上限仅为25亿美元。 

## 业务和关联公司
鼎晖投资的基金范围包括私募股权、风险投资、房地产、夹层与信用产品、二级投资。

### 私募股权投资
鼎晖投资管理着五支美元基金和两只人民币基金，累计管理资产超过150亿美元。
| 基金                                 | 年份 | 承诺资本（百万） |
| ------------------------------------ | ---- | ---------------- |
| 鼎晖中国基金                         | 2002 | 102 美元         |
| 鼎晖中国成长资本基金二期             | 2005 | 310美元          |
| 鼎晖中国基金三期                     | 2007 | 1,600 美元       |
| 鼎晖投资国内首支人民币私募股权基金   | 2008 | 人民币4000元     |
| 鼎晖基金IV，LP                       | 2010 | 1,400美元        |
| 鼎晖投资第二支境内人民币私募股权基金 | 2012 | 人民币 8,000元   |
| 鼎晖基金V, LP                        | 2014 | 2,620美元        |

### 风险投资（VGC）
鼎晖投资于2006年成立风险投资板块，目前通过多支美元和人民币基金管理超过10亿美元的资产。投资重点涵盖电信、媒体、科技和医疗保健领域。
| 基金                           | 年份 | 承诺资本（百万） |
| ------------------------------ | ---- | ---------------- |
| 鼎晖投资                       | 2007 | 210美元          |
| 鼎晖投资                       | 2008 | 505 美元         |
| 鼎晖投资国内首支人民币创业基金 | 2010 | 人民币 1,300元   |
| 鼎晖投资三期有限合伙公司       | 2012 | 90 美元          |

### 房地产投资
鼎晖投资于2009年成立房地产投资板块，目前通过多支美元和人民币基金管理着超过7亿美元的资产，专注于住宅和商业地产类型比例约为50%的开发项目。截至2014年6月30日，鼎晖投资已在中国12个城市投资了13个房地产项目。
| 基金                           | 年份 | 承诺资本（百万） |
| ------------------------------ | ---- | ---------------- |
| 鼎晖首支人民币房地产基金       | 2009 | 人民币420元      |
| 鼎晖第二支人民币房地产基金     | 2010 | 人民币1000元     |
| 鼎晖投资第三支人民币房地产基金 | 2012 | 人民币1200元     |

### 夹层与信用投资
2011年，鼎晖投资成立夹层与信用投资板块，目前引入险资超过28家，总认缴金额128.2亿元，通过多支美元和人民币基金管理超过230亿人民币的资产，专注于为新基建、能源资源和股权并购高收益债务解决方案。

### 二级市场投资（润晖投资）
润晖投资于2006年在鼎晖投资的支持下成立。 其专注于在二级市场投资中国上市公司。目前，润晖投资为中国A股市场的多家合格境外机构投资者（QFII）管理着独立账户。同时，其还管理多支偏多头的公募股权基金，管理规模近500亿人民币。

## 投资
鼎晖投资的投资领域涵盖信息技术、传媒、现代服务业、创新工程技术、电信技术与服务、新媒体、工业制造、教育、金融、快速增长的高科技与服务、能源、清洁技术、医疗保健、医疗、零售、消费品与服务、农业等行业。 
自成立以来，鼎晖投资已投资或收购了数百家企业，其中包括恒生电子、蒙牛乳业李宁、分众传媒、雨润食品、永乐、招商银行、百丽国际、赛维LDK 、航美传媒、中概股保险、九阳、山水水泥、现代牧业、汉庭酒店、康辉医疗、TSL珠宝、晨光文具、 学大教育、奇虎 360 、美的、万洲国际 、绿叶制药、南孚电池和巴洛克日本有限公司 。

## 进一步阅读
Walter, Carl E.; Howie, Fraser J. T. . Singapore: Wiley. 2011. ISBN 978-0470825860.